# هیفا زنگنه
هیفا زنگنه (زادهٔ ۱۹۵۰ در بغداد) بانوی نویسندهٔ کُرد عراقی است. وی داستان نویس، نقاش و نیز فعال سیاسی است و به سبب نوشتن کتاب زنان در سفر: از بغداد تا لندن شناخته شده‌است.

## زندگی
هیفا زنگنه در بغداد در خانواده ای از کردهای ساکن بغداد بزرگ شد و از دانشگاه بغداد و مدرسهٔ داروسازی در ۱۹۷۴ دانش آموخته شد. در اوایل دههٔ ۱۹۷۰ به عنوان یک قعال سیاسی جوان در حزب کمونیست عراق توسط حکومت بعث دستگیر شد، اما از اعدام گریخت. زمانی که از زندان آزاد شد در عراق ماند تا تحصیلاتش را ادامه دهد. وی به عنوان عضو سازمان آزادی‌بخش فلسطین و به عنوان مدیر واحد داروسازی در سال ۱۹۷۵ بین سوریه و لبنان در تردد بود. زنگنه در ۱۹۷۶ به بریتانیا آمد.
زنگنه در دههٔ هشتاد به عنوان نقاش و نویسنده در انتشارات‌ها و نمایشگاه‌های گروهی آمریکایی و اروپایی زیادی شرکت جست و نمایشگاه‌های یک نفره ای را هم در لندن و ایسلند برگزار کرد. وی از شرکت کنندگان در انتشارات اروپایی و عربی مانند گاردین، مجلهٔ رد پپر (فلفل قرمز)، هفته نامهٔ الاهرام و القدس بود و همچنین از اعضای بنیان‌گذار انجمن بین‌المللی مطالعات معاصر عراق و نیز از اعضای مجمع مشورتی دادگاه بروکسل دربارهٔ عراق بود.

## آثار
- شهر بیوگان، ۲۰۰۸، انتشارات سِوِن اِستوریز
- جنگ بی پایان، ۲۰۰۷، انتشارات وِرسو
- مرگی دیگر، نه، ۲۰۰۶، انتشارات وِرسو
- زنان در سفر: از بغداد تا لندن، ۲۰۰۱
- کلیدهای یک شهر، ۲۰۰۰
- حضور دیگران، ۱۹۹۹
- فراسوی آنچه چشم می‌بیند، ۱۹۹۷
- در سرسراهای پهناور حافظه، ۱۹۹۱